# Rússkie Dubrovki
Rússkie Dubrovki (en rus: Русские Дубровки) és un poble de la República de Mordòvia, a Rússia, segons el cens del 2014 tenia 234 habitants, pertany al municipi de Bólxie Manadixi.